# Studentski Centar Podgorica
OK Studentski Centar Podgorica – czarnogórski klub siatkarski z Podgoricy, założony w 1997 roku. Od sezonu 2006/2007 do końca sezonu 2011/2012 występował w I lidze. Po sezonie 2011/2012 wycofał się z rozgrywek.
Studentski Centar Podgorica czterokrotnie zajmował 3. miejsce w rozgrywkach ligowych. Dwukrotnie uczestniczył w Pucharze Challenge.

## Rozgrywki krajowe
| Sezon     | Rozgrywki ligowe | Rozgrywki ligowe | Puchar Czarnogóry |
| Sezon     | Poziom           | Miejsce          | Puchar Czarnogóry |
| --------- | ---------------- | ---------------- | ----------------- |
| 2006/2007 | I liga           | 4.               | ćwierćfinał       |
| 2007/2008 | I liga           | 4.               | ćwierćfinał       |
| 2008/2009 | I liga           | 3.               | półfinał          |
| 2009/2010 | I liga           | 3.               | ćwierćfinał       |
| 2010/2011 | I liga           | 3.               | półfinał          |
| 2011/2012 | I liga           | 3.               | półfinał          |

Poziom rozgrywek:
     pierwszy poziom

## Występy w europejskich pucharach
| Sezon     | Puchar           | Osiągnięcie |
| --------- | ---------------- | ----------- |
| 2007/2008 | Puchar Challenge | I runda     |
| 2008/2009 | Puchar Challenge | I runda     |